# Керівники Черкаської області
Черкаська область була утворена 7 січня 1954 року.

## Голови Черкаського обласного виконавчого комітету
1. Лутак Іван Кіндратович — 1954 — січень 1961 рр.
2. Степаненко Ігор Дмитрович — січень 1961–1962 рр.
3. Конотоп Георгій Петрович — січень 1963 — грудень 1964 рр.(промислового)
4. Стеценко Степан Омелянович — січень 1963 — грудень 1964 рр.(сільського), грудень 1964 — квітень 1967 рр.
5. Корж Микола Панасович — квітень 1967 — вересень 1973 рр.
6. Ліпко Михайло Юрійович — вересень 1973–1976 рр.
7. Грицай Олександр Андрійович — 1976 — 20 грудня 1979 рр.
8. Шаповал Володимир Никифорович — 20 грудня 1979 — березень 1991 рр., березень — 3 вересня 1991 рр.
9. Яструб Костянтин Пилипович — 3 вересня 1991 — квітень 1992 рр.

## Перші секретаріЧеркаського обласного комітету КПУ
1. Вольтовський Борис Іовлевич — січень 1954 — 6 лютого 1960 р.
2. Найдек Леонтій Іванович — 6 лютого 1960 — 4 січня 1963 рр., 4 січня 1963 — грудень 1964 рр. (сільського)
3. Ричко Василь Власович — 8 січня 1963 — грудень 1964 рр.(промислового)
4. Ватченко Олексій Федосійович — грудень 1964 — 28 жовтня 1965 р.
5. Андреєв Олександр Микитович — 28 жовтня 1965 — 27 січня 1976 рр.
6. Лутак Іван Кіндратович — 27 січня 1976 — 9 вересня 1988 рр.
7. Ружицький Олександр Антонович — 9 вересня 1988 — серпень 1991 рр.

## Голови Черкаської обласної державної адміністрації

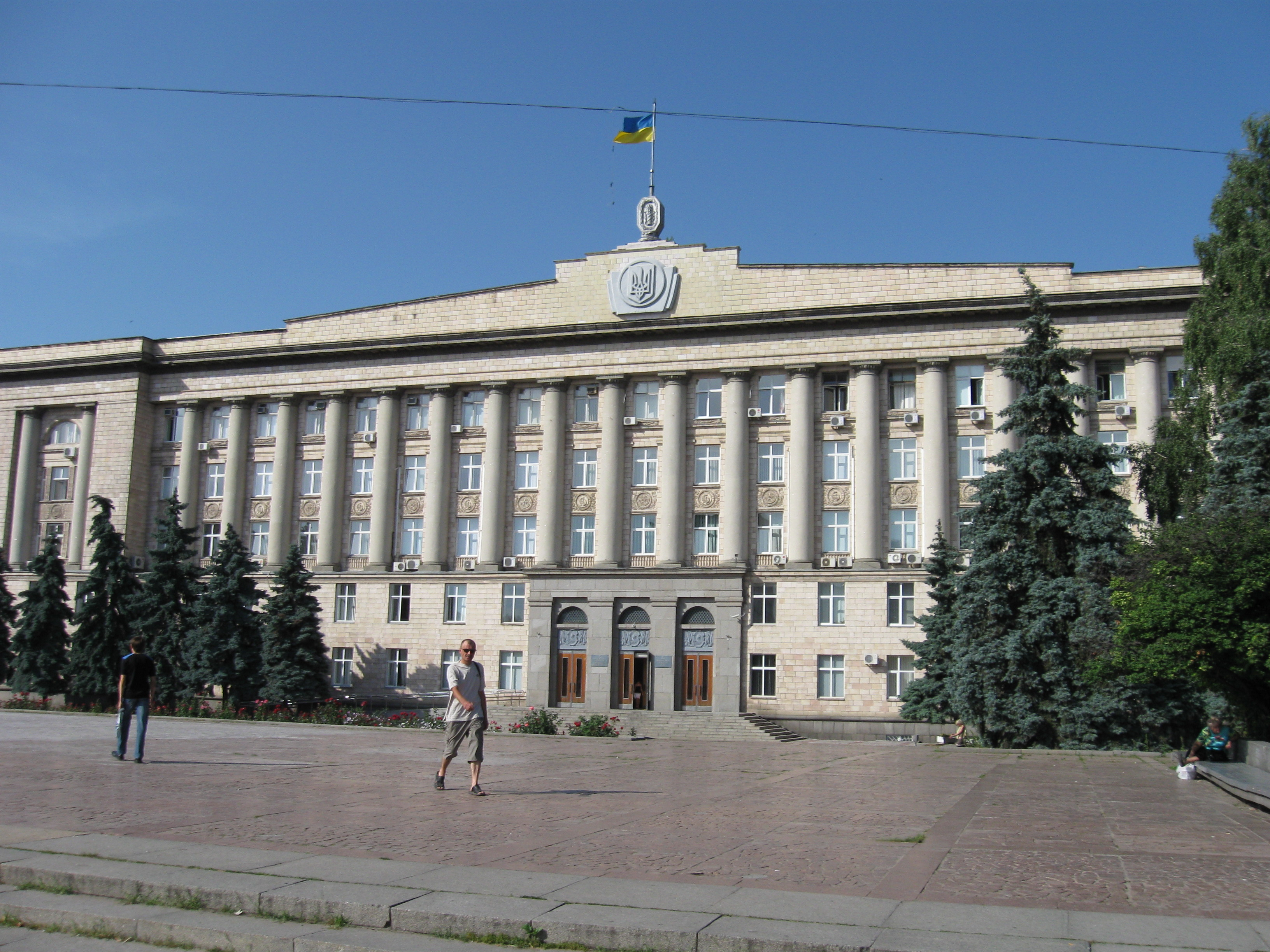
Черкаська облдержадміністрація

1. Яструб Костянтин Пилипович — представник президента у Черкаській області — 20 березня 1992 — 26 січня 1994
2. Цибенко Василь Григорович — представник президента у Черкаській області — 26 січня — 26 червня 1994, 7 липня 1995 — 11 червня 1998
3. Даниленко Анатолій Степанович — 11 червня 1998 — 8 вересня 1999
4. Лук'янець Володимир Лукич — 8 вересня 1999 — 13 листопада 2002
5. Льошенко Вадим Олексійович — 13 листопада 2002 — 21 січня 2005
6. Черевко Олександр Володимирович — 4 лютого 2005 — 12 березня 2010
7. Гаман Петро Ілліч — 12 березня — 6 квітня 2010 в.о.
8. Тулуб Сергій Борисович — 6 квітня 2010 — 7 березня 2014
9. Ткаченко Юрій Олегович — 15 березня 2014 — 20 листопада 2018
10. Вельбівець Олександр Іванович — 20 листопада 2018 — 24 червня 2019
11. Висоцький Тарас Миколайович (в.о.) — 24 червня 2019 — 30 липня 2019
12. Шевченко Ігор Юрійович — 30 липня 2019 — 4 листопада 2019
13. Боднар Роман Миколайович — 4 листопада 2019 — 28 серпня 2020
14. Сергійчук Сергій Іванович — 28 серпня 2020 — 29 грудня 2020[1]
15. Гусак Віктор Григорович (в.о.) — 29 грудня 2020 — 29 січня 2021
16. Скічко Олександр Олександрович — 29 січня 2021[2] — 1 березня 2022
17. Табурець Ігор Іванович — з 1 березня 2022

## Голови Черкаської обласної ради
1. Ружицький Олександр Антонович — квітень 1990;— березень 1991
2. Шаповал Володимир Никифорович  березень — 3 вересня 1991&
3. Яструб Костянтин Пилипович — 3 вересня 1991 — квітень 1992
4. Капралов Геннадій Іванович — квітень 1992 — червень 1994, 5 липня 2001 — 2 серпня 2005
5. Цибенко Василь Григорович — 26 червня 1994 — 7 липня 1995, 7 липня 1995 — квітень 1998
6. Лук'янець Володимир Лукич — 10 квітня 1998 — 5 липня 2001
7. Павліченко Віктор Васильович — 2 серпня 2005 — 28 квітня 2006
8. Гресь Володимир Анатолійович — 28 квітня 2006 — 17 листопада 2010
9. Черняк Валерій Петрович — 17 листопада 2010 — 25 лютого 2014
10. Коваленко Валентина Михайлівна — 25 лютого 2014 — 20 листопада 2015
11. Вельбівець Олександр Іванович — 20 листопада 2015 — 22 листопада 2018
12. Тарасенко Валентин Петрович — в.о. голови 22 листопада 2018 року — 29 жовтня 2019 року
13. Підгорний Анатолій Вікторович — з 29 жовтня 2019 року